# Pfarr- und Stiftskirche St. Martinus (Nottuln)

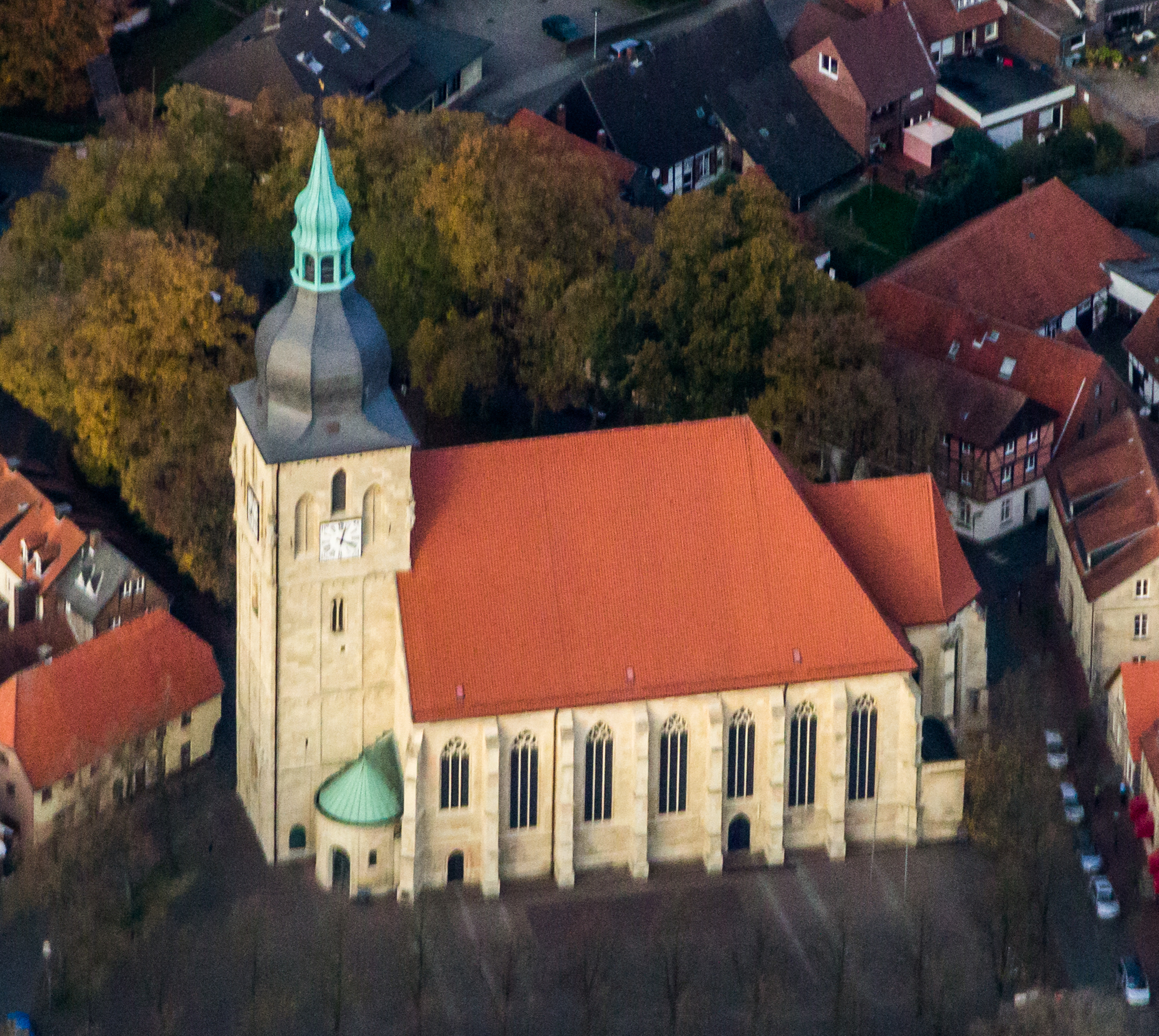
Die ehemalige Stifts- und Pfarrkirche St. Martinus

Die Pfarrkirche und ehemalige Stiftskirche St. Martinus in Nottuln gilt neben St. Lamberti in Münster als die bedeutendste und schönste spätgotische Hallenkirche Westfalens. Sie bildete den Mittelpunkt des 1811 aufgelösten freiweltlichen-adligen Frauenstiftes Nottuln. Die Kirche trägt das Patrozinium des hl. Martin von Tours.

## Geschichte

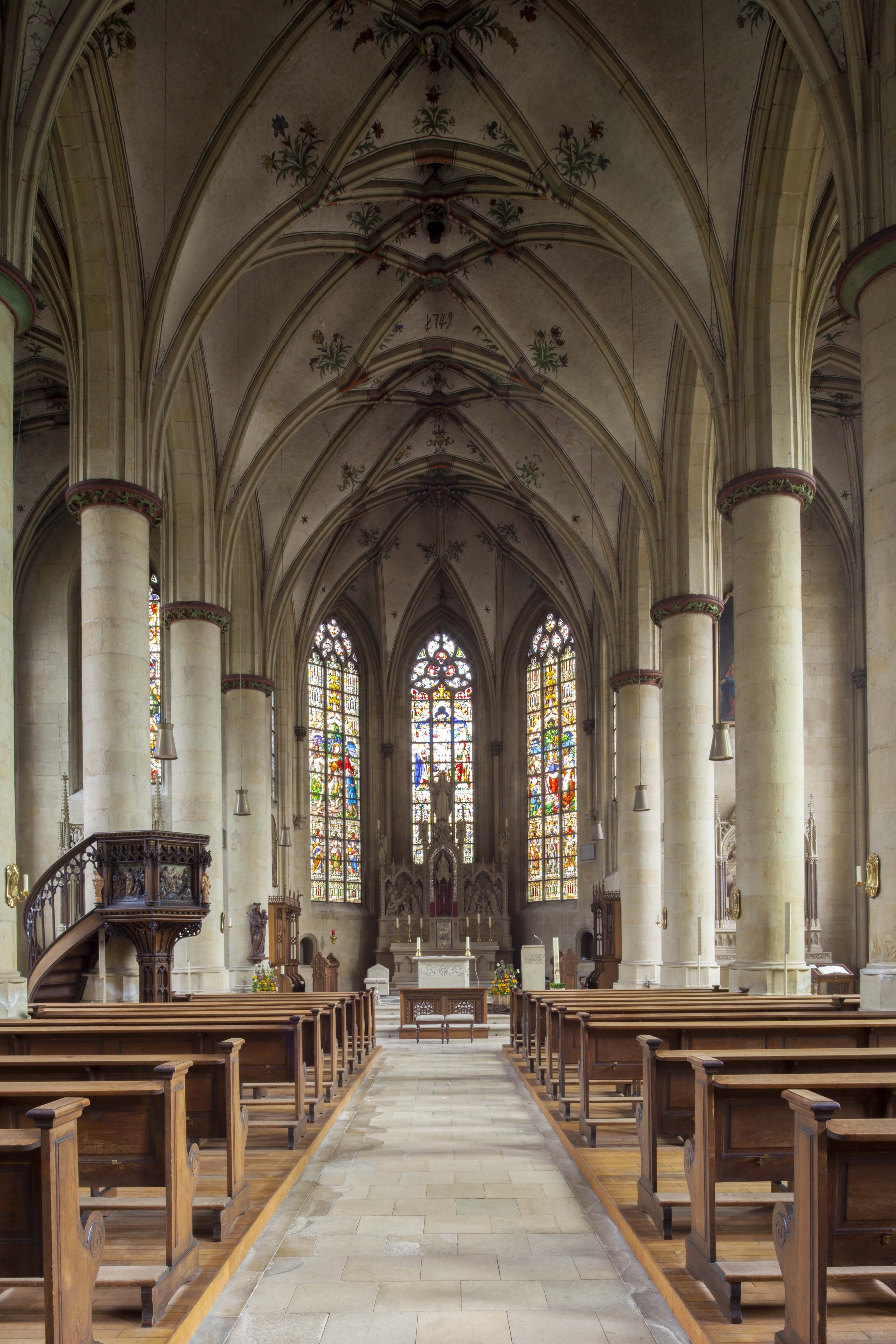
Blick durch das Mittelschiff zum Chor

Grundriss St. Martinus

Die Nottulner Pfarrei gehört vermutlich zu den Urpfarreien, die zu Beginn der karolingischen Missionstätigkeit im eroberten Sachsen errichtet wurden und von denen viele das Martinspatrozinium erhielten. Über das erste Kirchengebäude ist nichts bekannt. Das Frauenstift wurde erst nach der Pfarrei im dritten Viertel des 9. Jahrhunderts gegründet. Im 12. Jahrhundert wurde die vorromanische durch eine romanische Steinkirche ersetzt, die im 15. Jahrhundert baufällig und einsturzgefährdet war.
Den Baubeginn der neuen spätgotischen Hallenkirche bezeugt eine Inschrift über dem zugemauerten Nordportal für den Servatiitag, 13. Mai 1489.
Der Westturm stellt mit seinen drei Untergeschossen aus dem Vorgängerbau den ältesten Teil der Kirche dar; er wurde ab 1489 um ein Obergeschoss aufgestockt. Das Langhaus wurde vollständig neu gebaut.
1748 vernichtete ein Brand im Dorf Nottuln eine Vielzahl der Häuser und die alte Klosteranlage. Die Stiftskirche nahm Schaden am Dach, sodass einige Mittel- und Seitenschiffgewölbe im Ostteil erneuert werden musste. Die barocke Turmhaube wurde unter der Bauleitung von Johann Conrad Schlaun 1754 dem Turm aufgesetzt. Ursprünglich von Schlaun nur als Provisorium gedacht, krönt sie den Turm bis heute.

## Baubeschreibung
Laut Inschrift am ehemaligen Nordostportal begann im Jahr 1489 der Bau des Hallenlanghauses. Unter Leitung der Äbtissin Anna von Dorsweyler sollen Schweizer Maurergesellen die Kirche innerhalb von neun Jahren errichtet haben. Die Herkunft der Handwerker und die Abstammung der Äbtissin aus einem bedeutenden lothringischen Geschlecht könnten die hierzulande ungewöhnliche Grundrissdisposition im Geist der süddeutschen Sondergotik erklären. In Kombination mit dem ganz der heimischen Tradition verbundenen Aufriss der Hallenkirche ergibt sich ein wechselvolles und lebendiges Raumbild.
Die Halle formt sich aus sieben schmalen, rechteckigen Mittelschiffjochen denen sich unmittelbar ein 5/8-Chor anschließt. Die Seitenschiffjoche sind annähernd quadratisch. Das Gewölbe ruht auf 12 Rundpfeilern, die nach Osten hin zunehmend bewegtes Rankenwerk in den Kapitellen zeigen.
Das Mittelschiff wird von einem Netzgewölbe überspannt, welches in seinen westlichen Teilen von Scheitelrippen ergänzt wird. Die östlichen, ältesten Gewölbeteile des Mittelschiffes weisen große Ähnlichkeit mit St. Lamberti in Münster auf. Sterngewölbe überspannen die Seitenschiffe und den Chor. Die Schlusssteine des Mittelschiffes sind aufwendig gestaltet und zeigen z. B. den Hl. Martin, Passionsymbolik, florale Ornamentik und Wappendarstellungen.
Ganz im Stil der Spätgotik lösen sich die dreibahnigen Fenster in schönem Maßwerk mit Fischblasenornamentik auf. Die ursprüngliche Verglasung ging verloren. Im Chor und in der Ostwand des nördlichen Seitenschiffes befinden sich heute bunt gefasste Fenster mit figürlichen und ornamentalen Darstellungen in neogotischem Stil aus der Werkstatt von der Forst aus Münster aus dem Jahr 1904. In den restlichen Fenstern heute nur einfarbige Bleiverglasung.
Die 1923 an die Südseite des Turmes und Westseite des Langhauses der Kirche angebaute Kriegergedächtniskapelle wurde nach ihrer Neugestaltung zur „Versöhnungskapelle“.
Bei einer Renovierung im Jahr 1956 kam die ursprüngliche, gut erhaltene Ausmalung der Gewölbe aus der Erbauungszeit zum Vorschein: Distelrankenwerk und Blüten, heute zum Teil ergänzt. Auch die farbige Fassung der Gewölberippen konnte aufgedeckt und erhalten werden.

## Ausstattung

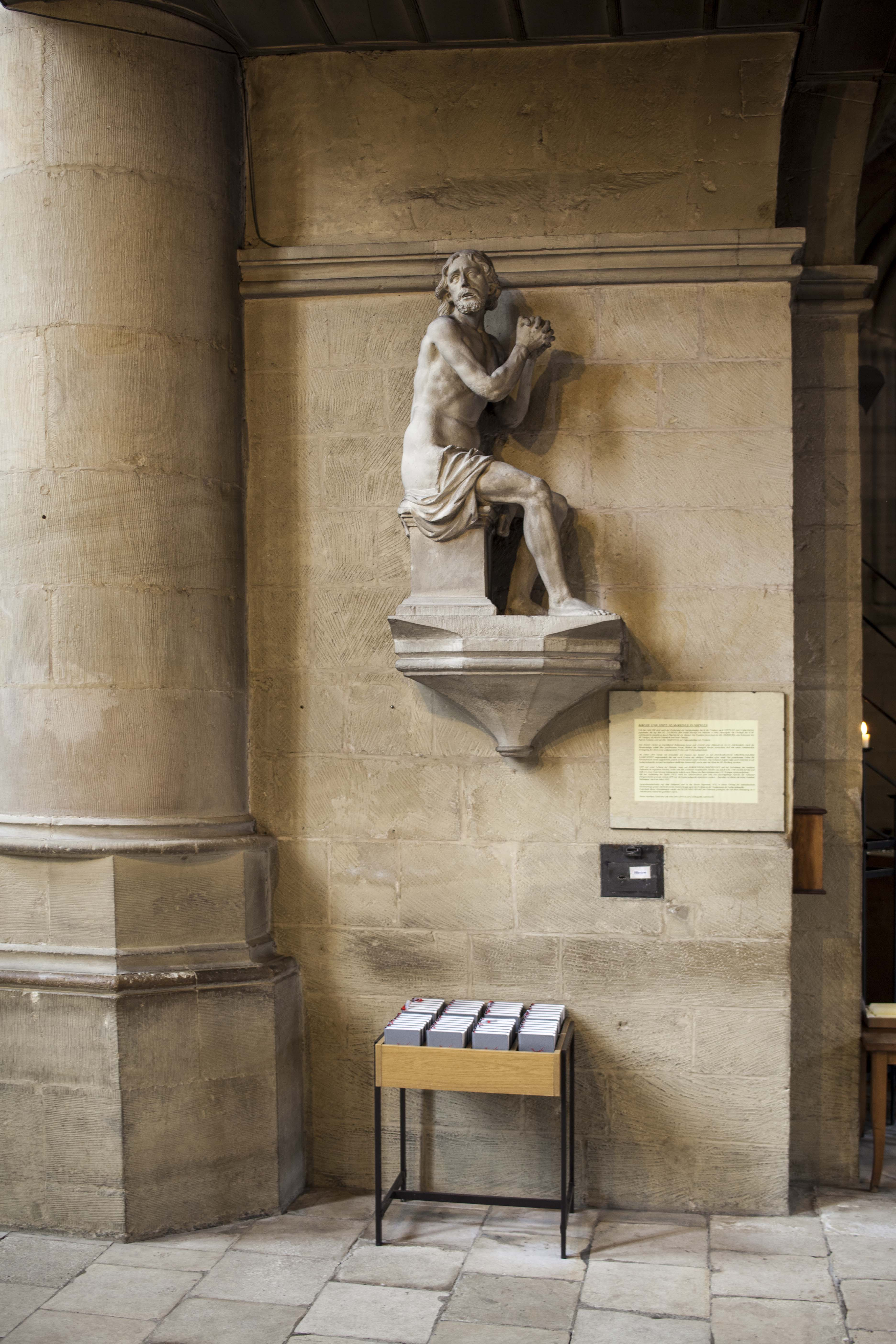
Der arme Job
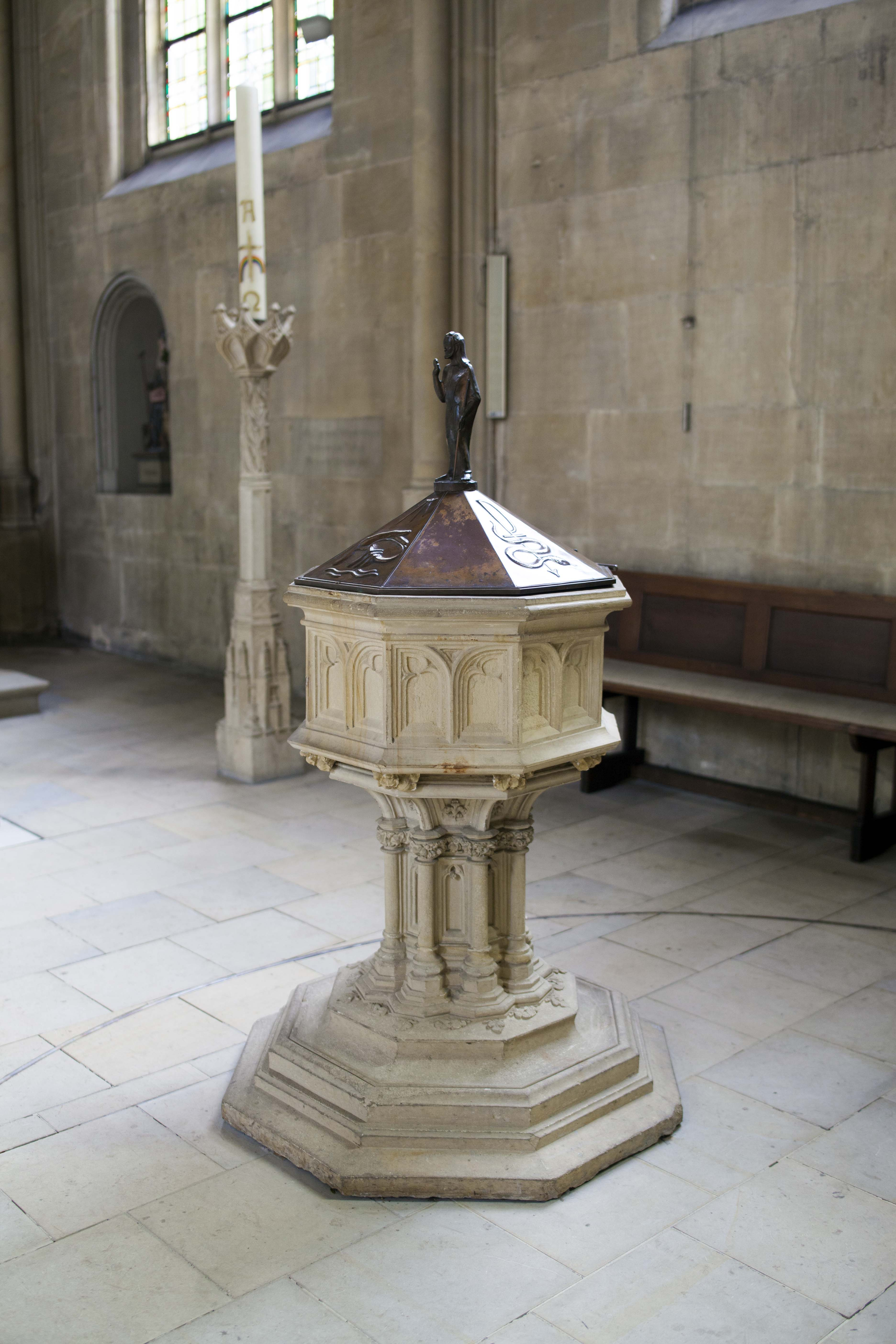
Taufbecken und Osterleuchter
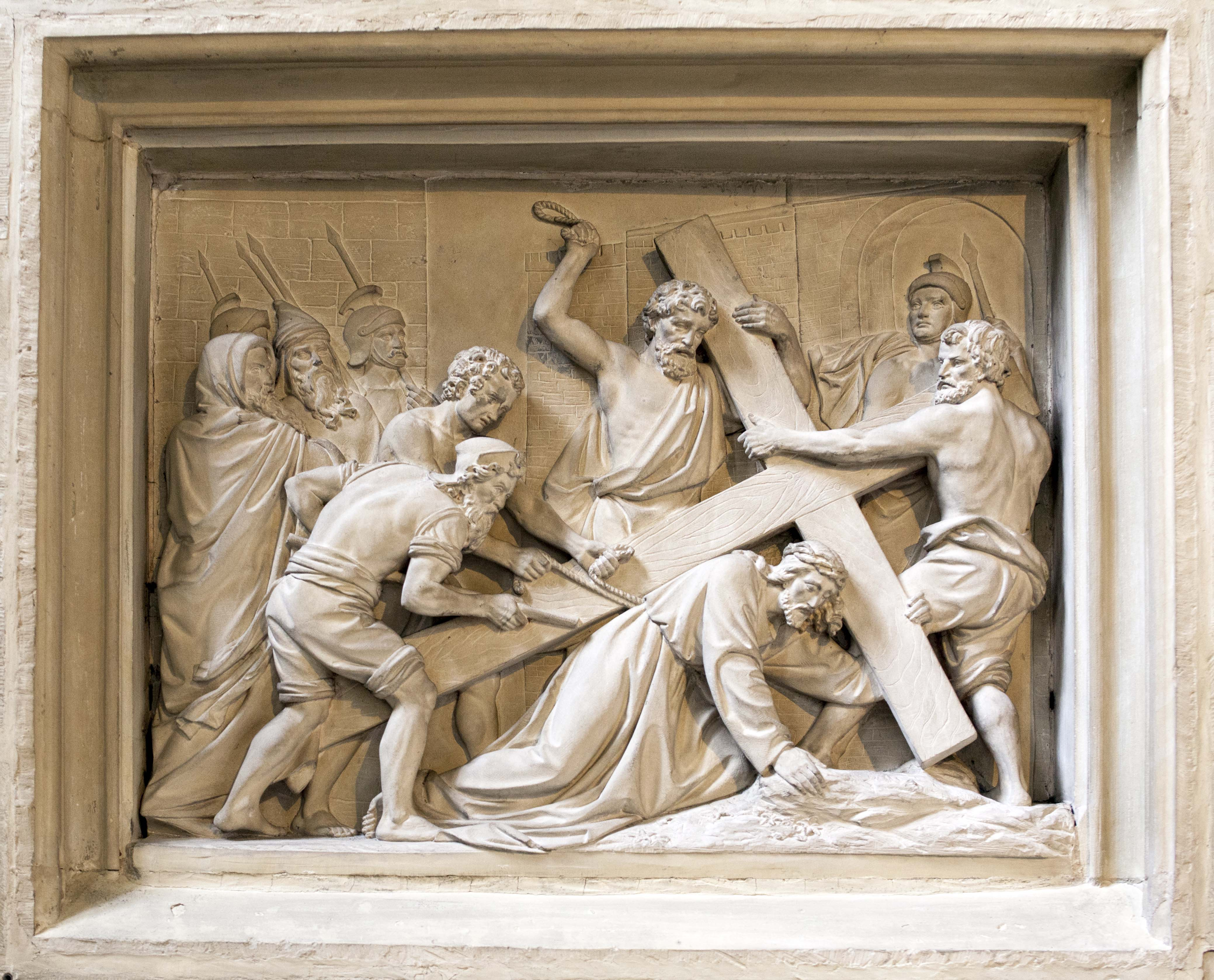
Kreuzwegstation mit dem Porträt des Reichskanzlers Bismarck als römischer Legionär (3. v. l.)
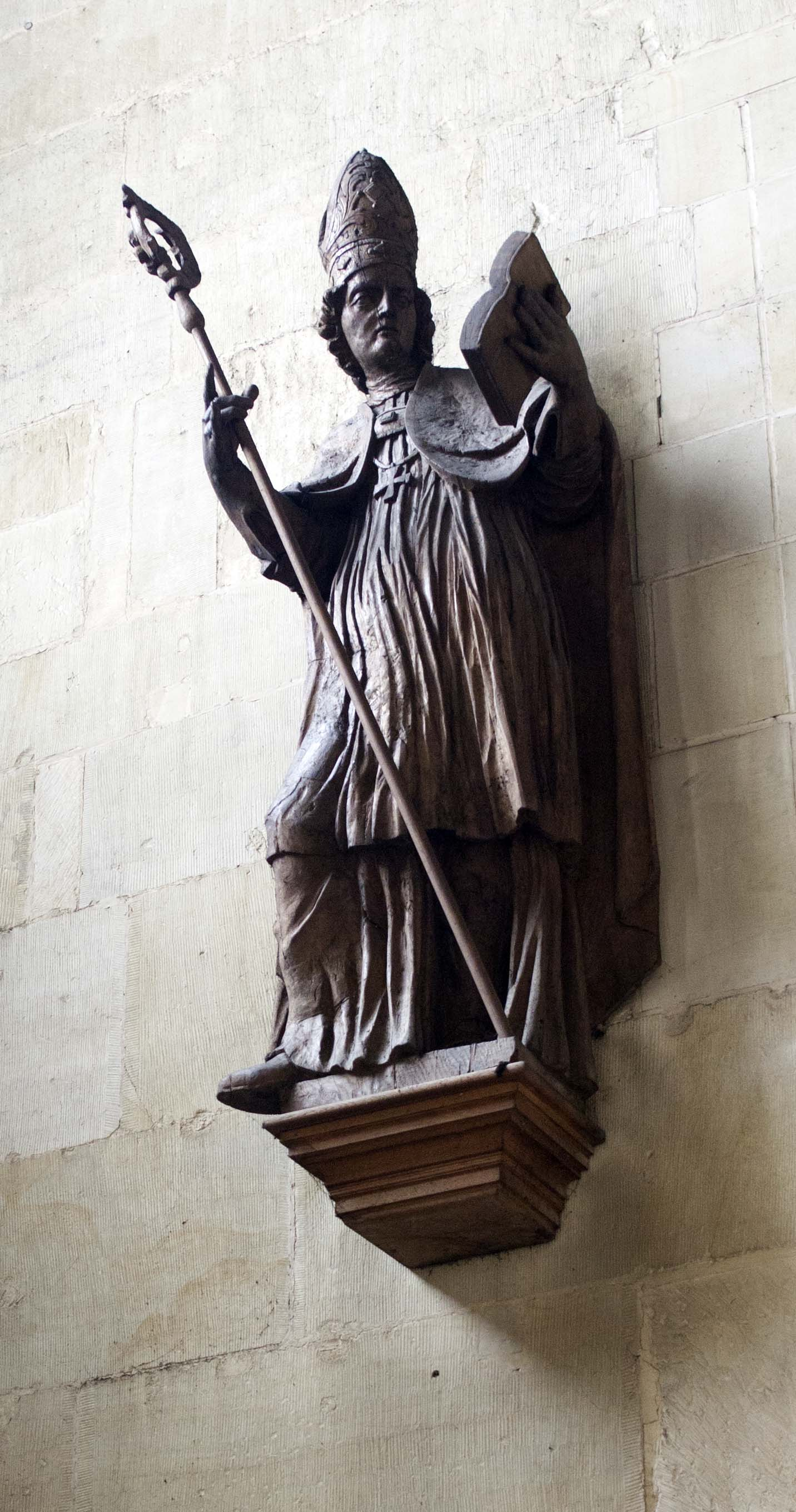
Hl. Magnus oder Hl. Liudger
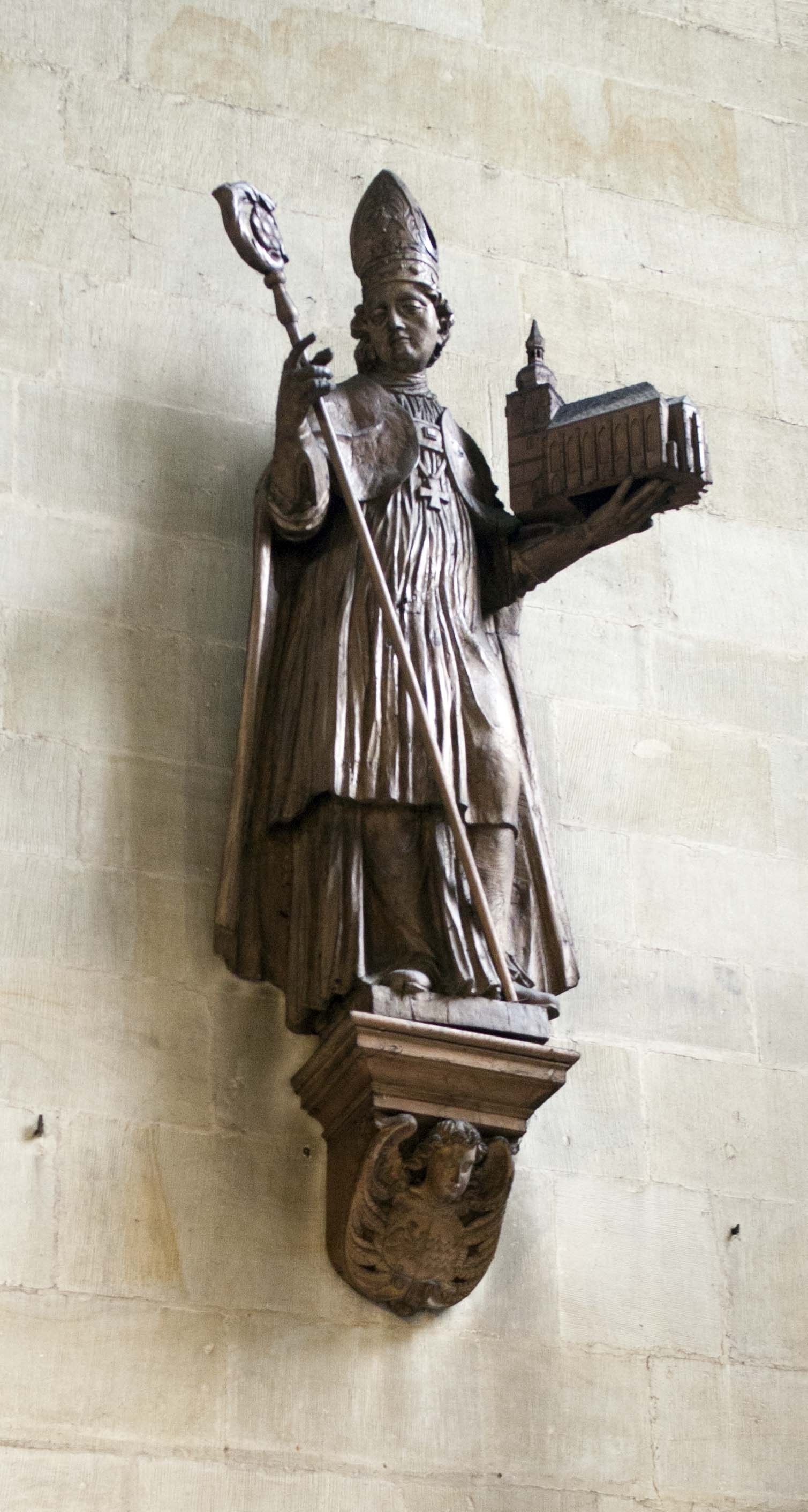
Hl. Martinus mit Modell der Stiftskirche

- Der sogenannte Arme Job. Als Bildhauer wird durchgehend Johann Wilhelm Gröninger aus Billerbeck genannt, die Entstehungszeit um 1720 festgelegt. Allerdings wird die Figur in den Quellen verschieden interpretiert. Dehio sieht in ihr einen Christus in der Rast[2], jedoch fehlen der Figur hierfür die Spuren der Geißelung und die Dornenkrone. Mehrheitlich wird sie als leidender Prophet Hiob angesehen. Bis zum Ende des 19. Jahrhunderts befand sich die Figur an der Außenwand der nördlichen Sakristei.

- Taufstein aus dem 15. Jahrhundert im Stil der Spätgotik. Deckel mit auferstandenem Christus aus der Zeit um 1960.

- Osterleuchter, dessen Teile bei Ausgrabungsarbeiten in den 1970er Jahren gefunden wurden.

- Epitaph der Stiftsdame Anna Mechtildis von Galen-Assen in der nördlichen Seitenschiffswand, ein Werk von Johann Mauritz Gröninger.

- Weitere Liturgische Ausstattung (Kanzel, Hochaltar, Kreuzweg) vom Ende des 19. Jahrhunderts. Umgestaltung des Chores nach Anforderungen des Zweiten Vatikanischen Konzils im Jahr 1980 durch Rolf Peer.

- Die VII. Station des Kreuzweges zeigt ein Porträt des Reichskanzlers Otto von Bismarck als römischen Legionär, der Christus nach Golgatha führt (Anspielung auf den Kulturkampf).

- Zwei lebensgroße Figuren aus dem 18. Jahrhundert (wahrscheinlich der Hl. Magnus oder Liudger und der Hl. Martinus) vom ehemaligen barocken Hochaltar. Bei einer Renovierung 1957 von alten Farbschichten befreit und an der Westwand neben der Orgelempore aufgestellt.

## Orgel

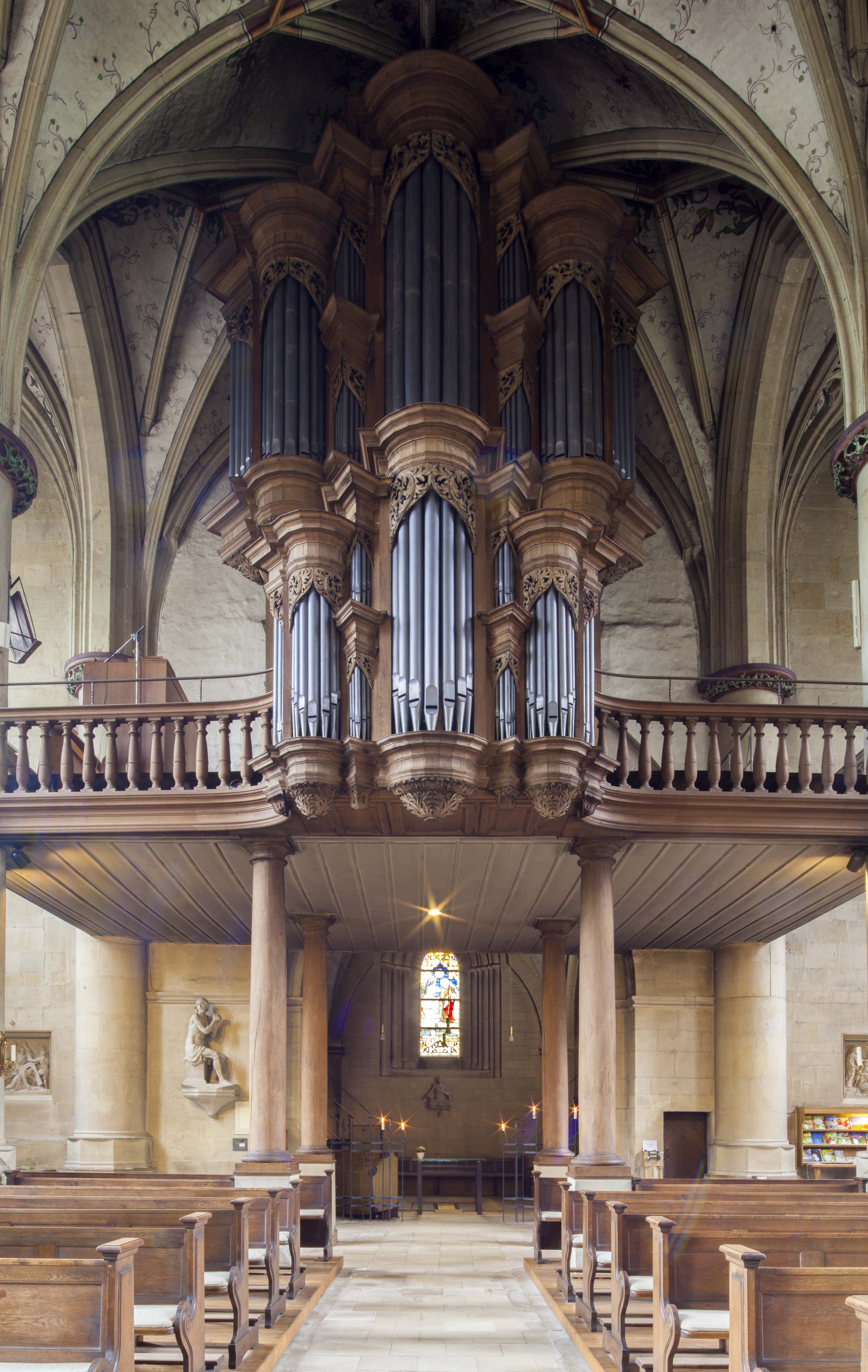
Die Orgel auf der Westempore

Anstelle einer nicht mehr verwendbaren älteren Orgel baute Henrich Mencke aus Beckum in den Jahren 1719 bis 1721 ein neues zweimanualiges Instrument mit angehängtem Pedal. Die erste Bemalung und Goldfassung erhielt der Prospekt im Jahr 1723 von J.H. Damelet. 1835 erfolgte ein Umbau durch Johann Kersting aus Münster, 1909 ein Neubau im barocken Prospekt.
Disposition der Orgel von 1719:
| I Hauptwerk C–c3 |                 |       |
| 01.              | Prinzipal       | 16′   |
| 02.              | Bordun          | 16′   |
| 03.              | Oktav           | 08′   |
| 04.              | Gedackt         | 08′   |
| 05.              | Superoctav      | 04′   |
| 06.              | Duesflöte       | 04′   |
| 07.              | Quinta          | 03′   |
| 08.              | Waldflöte       | 02′   |
| 09.              | Sesquialtera II |       |
| 10.              | Mixtur IV       | 02′   |
| 11.              | Zimbel IV       | 02⁄3′ |
| 12.              | Posaune         | 16′   |
| 13.              | Trompete        | 08′   |

| II Rückpositiv C–c3 |              |        |
| 14.                 | Prinzipal    | 08′    |
| 15.                 | Rohrflöte    | 08′    |
| 16.                 | Octav        | 04′    |
| 17.                 | Kleingedackt | 04′    |
| 18.                 | Superoctav   | 02′    |
| 19.                 | Spitzflöte   | 02′    |
| 20.                 | Quinta       | 01 ⁄2′ |
| 21.                 | Cornett III  |        |
| 22.                 | Mixtur IV    |        |
| 23.                 | Krummhorn    | 08′    |
|                     | Tremulant    |        |

1957 erfolgte ein vollständiger Neubau der Orgel durch die Orgelbaufirma Stockmann aus Werl, wobei „das beim Abbau zumindest grobfahrlässig zertrümmerte Gehäuse in Anpassung an die neue Orgel wenigstens in der Schauseite“ unter Verzicht auf deren ursprüngliche Farbigkeit wiederhergestellt wurde. Die Orgel verfügt heute über 35 Register auf 3 Manualen und Pedal.
| I Hauptwerk C–f3 |           |     |
| 1.               | Prinzipal | 16′ |
| 2.               | Prinzipal | 08′ |
| 3.               | Gemshorn  | 08′ |
| 4.               | Oktav     | 04′ |
| 5.               | Rohrflöte | 04′ |
| 6.               | Oktav     | 02′ |
| 7.               | Mixtur VI |     |
| 8.               | Trompete  | 16′ |
| 9.               | Trompete  | 08′ |

| II C–f3 |                 |        |
| 10.     | Prinzipal       | 08′    |
| 11.     | Singend Gedackt | 08′    |
| 12.     | Oktav           | 04′    |
| 13.     | Koppelflöte     | 04′    |
| 14.     | Waldflöte       | 02′    |
| 15.     | Sifflöte        | 01 ⁄3′ |
| 16.     | Sesquialtera II |        |
| 17.     | Scharff V       |        |
| 18.     | Dulzian         | 16′    |
| 19.     | Schalmey        | 08′    |
| 20.     | Tremolo         |        |

| III C–f3 |             |       |
| 21.      | Gedackt     | 8′    |
| 22.      | Blockflöte  | 4′    |
| 23.      | Prinzipal   | 2′    |
| 24.      | Quinte      | 1 ⁄3′ |
| 25.      | Cymbel III  |       |
| 26.      | Krummhorn 0 | 8′    |
| 27.      | Tremolo     |       |

| Pedal C–d1 |                |     |
| 28.        | Prinzipal      | 16′ |
| 29.        | Subbass        | 16′ |
| 30.        | Oktav          | 08′ |
| 31.        | Choralbaß      | 04′ |
| 32.        | Nachthorn      | 02′ |
| 33.        | Hintersatz V 0 |     |
| 34.        | Posaune        | 16′ |
| 35.        | Trompete       | 08′ |

## Glocken
Die Stiftskirche verfügt über vier Glocken.
| Nr. | Name     | Gussjahr | Glockengießer                | Durchmesser (cm) | Schlagton | Ort                    |
| --- | -------- | -------- | ---------------------------- | ---------------- | --------- | ---------------------- |
| 1   | Maria    | 1947     | Petit und Edelbrock, Gescher | 156,4            | c1 -2     | Turm                   |
| 2   | Martinus | 1754     | Fredericus Schweys, Münster  | 130,2            | d1 +1     | Turm                   |
| 3   | Ursula   | 1783     | Andreas Mabilo               | 114,6            | e1 +/-0   | Turm                   |
| 4   | Johannes | 1540     | Wolter Westerhues            | 40,3             | cis3 +10  | Barockhaube des Turmes |

Seit der Elektrifizierung des Geläutes im Jahr 1970 ist das Amt des Glöckners nicht mehr notwendig. In Nottuln hat sich trotzdem die Tradition des Beierns erhalten. Seit 1990 wird unter der Leitung der Klocklüders (plattdeutsch für Läuteküster) an Feiertagen und besonderen Anlässen von Hand geläutet.